# Otar Taktakisjvili
Otar Vassiljevitsj Taktakisjvili (Georgisch: ოთარ ვასილის ძე თაქთაქიშვილი, Russisch: Отар Васильевич Тактакишвили, Tbilisi, 27 juli 1924 – aldaar, 21 februari 1989) was een Georgische componist.

## Levensloop
Taktakisjvili bezocht vanaf 1938 de muziekschool in Tbilisi. In 1942 vervolgde hij zijn opleiding aan het conservatorium in dezelfde stad, waar hij tot 1947 compositieleer studeerde. Al tijdens zijn studie maakte hij enige naam als componist. Zo schreef hij de muziek bij het officiële volkslied van de  Georgische Socialistische Sovjetrepubliek. Na zijn afstuderen in 1947 trad hij in dienst van het staatsorkest van Georgië, waar hij tot 1952 als dirigent en aansluitend tot 1956 als directeur optrad. Inmiddels trokken zijn composities niet alleen binnen Georgië, maar in de hele Sovjet-Unie de aandacht. In 1959 werd hij benoemd tot docent aan het conservatorium in Tbilisi. Tussen 1962 en 1965 was hij daar directeur. In 1966 kreeg hij de titel ‘professor’.
Taktakisjvili bekleedde bestuursfuncties in de vereniging van Georgische componisten en de vereniging van Sovjetcomponisten. Tussen 1965 en 1984 was hij de Georgische minister van Cultuur. Intussen bleef hij optreden als dirigent, vooral van zijn eigen muziek. Hij overleed in 1989.
Taktakisjvili is vele malen onderscheiden. Al in 1951 ontving hij de Stalinprijs voor zijn eerste symfonie. Hij zou die prijs nog een tweede maal krijgen, in 1952, en in 1967 kreeg hij de opvolgprijs, de Staatsprijs van de Sovjet-Unie. In 1982 kreeg hij de Leninprijs. Ook had hij de eretitel ‘volkskunstenaar van de Sovjet-Unie’.

## Oeuvre
Taktakisjvili werd vooral geïnspireerd door de Georgische volksmuziek, waaraan hij melodieën, harmonieën en ritmes ontleende. Soms probeerde hij de in de volksmuziek gebruikte instrumenten te imiteren. Zijn muziek bleef altijd tonaal, maar veranderde soms abrupt van toonsoort. Conform de richtlijnen van het socialistisch realisme klinkt zijn vroege werk soms pathetisch en altijd traditioneel, in de stijl van de 19e-eeuwse romantiek. Vanaf het midden van de jaren zeventig durfde hij zich wat meer vrijheden te veroorloven en ging hij componeren in de stijl van het neoclassicisme. Tijdens zijn leven had hij veel succes; vooral zijn opera Mindia werd beschouwd als een van de belangrijkste Georgische opera’s. Ook buiten de Sovjet-Unie was hij een gevestigde naam. Na zijn dood raakte zijn muziek echter snel in de vergetelheid. De uitzondering is misschien zijn sonate voor fluit en piano, die buiten de Sovjet-Unie zijn meest uitgevoerde werk was.

## Werken

### Opera’s
- Mindia (1959/60)
- Drie vertellingen (cyclus van drie korte opera’s, 1967, herzien in 1972)
- De ontvoering van de maan (1974-76)
- Mususi (‘De rokkenjager’) (1977/78, herzien in 1980 onder de titel De verloving)
- De eerste liefde (1979/80)

### Andere vocale werken
- Volkslied van de Georgische Socialistische Sovjetrepubliek (1945)
- De levende haard, oratorium voor sopraan, bariton, gemengd koor en symfonieorkest (1963)
- In het voetspoor van Sjota Roestaveli, oratorium voor bas, gemengd koor, symfonieorkest en orgel (1964)
- Nikolos Baratasjvili, oratorium voor tenor, acht mannenstemmen, koor en symfonieorkest (1970)[1]
- Liederen uit Goeria, cantate voor acht mannenstemmen, koor en orkest (1971)
- Mingreelse liederen, suite voor tenor, acht mannenstemmen en kamerorkest (1972)
- Aan de Heilige Sjoesjanik,[2] hymne voor bariton, mannenkoor en slaginstrumenten (1979)
- Met de lier van Akaki,[3] suite voor solisten, koor, fluit, harp en slagwerk (1983)
- Orkestliederen en
- Liederen

### Orkestwerken
- Symfonie nr. 1 in a klein (1949)
- Symfonie nr. 2 in c klein (1953, herzien in 1988)
- Symfonische gedichten (1956)
- Symfonietta voor kamerorkest (1982)
- Orkestsuites

### Concerten
- Pianoconcert nr. 1 in c klein (1950)
- Pianoconcert nr. 2 ‘Bergmelodieën’ (1973)
- Pianoconcert nr. 3 in F groot ‘Jeugd’ (1973)
- Pianoconcert nr. 4 in d klein (1983)
- Concertino in C groot voor viool en klein orkest (1956)
- Vioolconcert nr. 1 in f klein (1976)[4]
- Vioolconcert nr. 2 voor viool en kamerorkest (1987)
- Celloconcert nr. 1 in d klein (1947)
- Celloconcert nr. 2 in D groot (1977)
- Trompetconcert (1954)

### Kamermuziek
- Fluitsonate in C groot (1968)
- Strijkkwartet in c klein (1984)
- Cellosonate (1985)
- Pianokwintet (1986/87)
- Pianotrio (1987)

### Pianomuziek
- Toccata (1961)
- Imitaties van Georgische volksinstrumenten, suite (1973)
- Pianosonate (1985)
- Diverse kleinere stukken en
- Stukken voor kinderen